# Чемпионат Санкт-Петербурга по футболу 1905
Чемпионат Санкт-Петербурга по футболу 1905 стал V-м первенством города, проведенным Санкт-Петербургской футбол-лигой.
Победителем и обладателем кубка Аспдена во второй раз подряд стал клуб «Невский».

## Организация и проведение турнира
В этом сезоне в Лигу вступил клуб «Ново-Петербургский», одним из основателей которого был Г.Дюперрон. Он имел поле на острове Голодай и в большинстве своём состоял из бывших игроков «Спорта». Клуб выставил сразу две команды; первая команда пополнила число участников кубка Аспдена вместо «Петровских», неожиданно заявивших только одну вторую команду в кубок Перзеке. Всего на двух соревновательных уровнях участвовали 14 команд 8 клубов, которые провели 59 соревновательных и 1 выставочный матч.

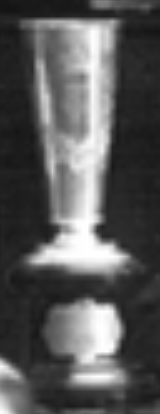
Кубок Аспдена

В кубке Аспдена по-прежнему участвовали 6 клубов (по три «русских» и «иностранных»)
- «Невский»
- «Виктория»
- «Нева»
- «Националы»
- «Спорт»
- «Ново-Петербургский»

Турнир разыгрывался по «круговой системе» в два круга — на своем и на чужом полях. Победа оценивалась в 2 очка, ничья — 1, поражение — 0. По окончании турнира был проведён традиционный показательный матч победителя турнира со сборной всех остальных клубов.
В этом сезоне состав Комитета Лиги не изменился. Лига начала собирать с клубов членские взносы и назначила систему штрафов за различные нарушения: от плохой подготовки полей до опоздания представителей клубов на заседание Комитета Лиги.

## Ход турнира
В турнире второй сезон подряд первенствовал клуб «Невский», преимущество которого в организации игры было по-прежнему подавляющим. Победитель пропустил всего 2 мяча в 10 играх, а его беспроигрышная серия достигла 21 матча (с победами в 11 последних играх). Вторым совершенно неожиданно стал клуб «Националы», сумевший опередить более опытных соперников. Вновь неудачно выступил «Спорт»: имеющий богатых спонсоров и отличный стадион на Крестовском острове клуб вновь оказался предпоследним по спортивным результатам, и лишь снятие очков с «Невы» за нарушение регламента позволило её опередить. «Ново-Петербургский» выступил традиционно для дебютанта — поражения во всех матчах с разницей мячей 7 — 48.

### Турнирная таблица
| № | Команды              | 1       | 2       | 3        | 4        | 5       | 6       | В  | Н | П  | М       | О  |
| - | -------------------- | ------- | ------- | -------- | -------- | ------- | ------- | -- | - | -- | ------- | -- |
|   | «Невский»            |         | 2:0 3:1 | 1:0 2:0  | 6:0 2:0  | 6:0 2:1 | 4:0 3:0 | 10 | 0 | 0  | 31 — 2  | 18 |
|   | «Националы»          | 1:3 0:2 |         | 2:1 2:3  | 3:2 3:1  | 4:0 1:1 | 3:1 4:0 | 6  | 1 | 3  | 23 — 14 | 13 |
|   | «Виктория»           | 0:2 0:1 | 3:2 1:2 |          | 6:1 10:2 | 0:2 1:7 | 7:1 6:2 | 5  | 0 | 5  | 34 — 22 | 10 |
| 4 | «Спорт»              | 0:2 0:6 | 1:3 2:3 | 2:10 1:6 |          | 5:1 6:4 | 6:0 4:1 | 4  | 0 | 6  | 27 — 36 | 8  |
| 5 | «Нева»               | 1:2 0:6 | 1:1 0:4 | 7:1 2:0  | 4:6 1:5  |         | 8:1 3:1 | 4  | 1 | 5  | 27 — 27 | 7  |
| 6 | «Ново-Петербургский» | 0:3 0:4 | 0:4 1:3 | 2:6 1:7  | 1:4 0:6  | 1:3 1:8 |         | 0  | 0 | 10 | 7 — 48  | 0  |

### Матчи
| 6 авг | «Националы» | 3:1     | «Ново-Петербургский» | Велодром         |
| |             | (отчёт) |                      | Судья: С.Шеридан |
| «Националы»: Фракт - Полонский, Сарычев - Митягин, Н.Сизиков, Бровкин - И.Егоров, П.Сорокин, Трифонов, В.Сизиков, Эссенсон «Ново-Петербургский»: Хайльман - С.Дурасов, Рязанов - А.Дурасов, Рязанов, И.Фёдоров - Березин, Саксен, А.ГелькерI, Заварин, Тилленберг |             |         |                      |                  |

| 14 авг | «Спорт» | 6:0     | «Ново-Петербургский» | Поле «Спорта» |
| |         | (отчёт) |                      |               |
| «Спорт»: А.Иванов - Шинц, Д.Тимофеев - Кнопмус, И.Попов, Котов - Е.Лапшин, Заузер, Карпов, Скулидас, И.Тимофеев «Ново-Петербургский»: Хайльман - С.Дурасов, Баранов - Ал.ЭнгельI, А.Дурасов, И.Фёдоров - Аль.ЭнгельII, Каракосов, лосев, Заварин, А.ГелькерI |         |         |                      |               |

| 21 авг | «Невский» | 3:1     | «Националы» | Велодром |
| |           | (отчёт) |             |          |
| «Невский»: Б.Браун - Максвелл, Сиборн - Норкросс. Дж.Филлипс, Бьюкенен - Хилл, М.ЕвангуловI, Б.ЕвангуловII, В.Смолл, Медер «Националы»: Фракт - Полонский, Сарычев - Митягин, Н.Сизиков, Бровкин - И.Егоров, П.Сорокин, Трифонов, В.Сизиков, Эссенсон |           |         |             |          |

| 21 авг | «Спорт» | 6:4 | «Нева» | Поле «Невы» |

| 21 авг | «Виктория» | 6:2 | «Ново-Петербургский» | Поле «Голодай» |

| 28 авг | «Невский» | 6:0     | «Нева» | Поле «Невских» |
| |           | (отчёт) |        |                |
| «Невский»: Б.Браун - Максвелл, Сиборн - Норкросс, Дж.Филлипс, Бьюкенен - Хилл, М.ЕвангуловI, Б.ЕвангуловII, В.Смолл, Медер «Нева»: А.Лингард - Халлум, Делл - С.Ферли, Дж.УэббII, Тодд - Бортмер, Нэш, Форд, Друцаф, ? |           |         |        |                |

| 28 авг | «Виктория» | 3:2 | «Националы» | Поле «Виктории» |

| 4 сен | «Невский» | 3:0 | «Ново-Петербургский» | Поле «Голодай» |

| 4 сен | «Националы» | 3:2 | «Спорт» | Велодром |
| «Националы»: Фракт - Полонский, Сарычев - Митягин, Н.Сизиков, Бровкин - И.Егоров, П.Сорокин, Трифонов, Вейвода, Эссенсон «Спорт»: А.Иванов - Шинц, Д.Тимофеев - ?, И.Попов, Хруцкий - Е.Лапшин, Заузер, Карпов, Скулидас, И.Тимофеев |             |     |         |          |

| 4 сен | «Нева» | 2:0 | «Виктория» | Поле «Виктории» |

| 8 сен | «Невский» | 2:0 | «Виктория» | Поле «Виктории» |

| 8 сен | «Националы» | 3:1 | «Спорт» | Поле «Спорта» |

| 8 сен | «Нева» | 8:1 | «Ново-Петербургский» | Поле «Невы» |

| 11 сен | «Невский» | 2:0 | «Спорт» | Поле «Спорта» |

| 11 сен | «Националы» | 4:0 | «Нева» | Велодром |

| 11 сен                                                          | «Виктория» | 7:1     | «Ново-Петербургский» | Поле «Виктории» |
|                                                                 |            | (отчёт) |                      |                 |
| «Виктория»: Гольдарбайтер - В.ЛауманII, Колайко, Э.Петерсен ... |            |         |                      |                 |

| 14 сен | «Невский» | 4:0 | «Ново-Петербургский» | Поле «Невских» |

| 14 сен | «Виктория» | 10:2 | «Спорт» | Поле «Спорта» |

| 14 сен | «Националы» | 1:1 | «Нева» | Велодром |

| 18 сен | «Невский» | 2:1 | «Нева» | Поле «Невы» |

| 18 сен | «Националы» | 2:1     | «Виктория» | Велодром |
| |             | (отчёт) |            |          |
| «Националы»: Фракт - Полонский, Сарычев - Митягин, Ганш, Бровкин - И.Егоров, П.Сорокин, Трифонов, Курзнер, Эссенсон «Виктория»: Гольдарбайтер - В.ЛауманII, А.ВардропперI - Грюнервальд, Ад.ЛауманIII, Бирс - Манже, Э.Петерсен, М.Григорьев, Колайко, Васюточкин |             |         |            |          |

| 18 сен | «Спорт» | 4:1 | «Ново-Петербургский» | Поле «Голодай» |

| 25 сен | «Невский» | 6:0 | «Спорт» | Поле «Невских» |

| 25 сен | «Националы» | 4:0 | «Ново-Петербургский» | Поле «Голодай» |

| 25 сен | «Нева» | 7:1 | «Виктория» | Поле «Невы» |

| 1 окт | «Невский» | 2:0     | «Националы» | Поле «Невских» |
| |           | (отчёт) |             |                |
| «Невский»: Б.Браун - Масвелл, Сиборн - Норкросс, Дж.Флетчер, Бьюкенен - Хилл, М.ЕвангуловI, Б.ЕвангуловII, В.Смолл, Медер «Националы»: Фракт - Полонский, Ганш - Митягин, Курзнер, Сарычев - И.Егоров, П.Сорокин, Трифонов, Н.Луговской, Эссенсон |           |         |             |                |

| 1 окт | «Нева» | 3:1 | «Ново-Петербургский» | Поле «Голодай» |

| 1 окт | «Виктория» | 6:1 | «Спорт» | Поле «Виктории» |

| 9 окт | «Невский» | 1:0 | «Виктория» | Поле «Невских» |

| 9 окт | «Спорт» | 5:1 | «Нева» | Поле «Спорта» |

### Матч «чемпион — сборная»
| 16 окт | «Невский» | 2:2 | «Сборная» | Поле «Невских» |
| «Невский»: Б.Браун - Масвелл, Сиборн - Норкросс, Дж.Филлипс, Бьюкенен - Хилл, М.ЕвангуловI, Б.ЕвангуловII, В.Смолл, Медер «Сборная»: А.ВардропперI - В.ЛауманII, Делл - Бирс, Ад.ЛауманIII, Тодд - Нэш, А.ГелькерI, Скулидас, Е.Лапшин, С.Ферли |           |     |           |                |

## Кубок Перзеке (II команды)
Победитель — «Меркур»
2.«Петровский» 3.«Виктория»II 4.«Спорт»II 5.«Невский»II 6.«Националы»II 7.«Ново-Петербургский»II 8.«Нева»II 

## Комментарии
1. ↑  С команды были сняты 2 очка за нарушение регламента (участие незаявленных игроков)[6][7][8]
2. ↑  С команды были сняты 2 очка за нарушение регламента (участие незаявленных игроков)[6][7][8]
3. ↑  Петроградский мультиспортсмен и спортивный организатор Элиас Койвистойнен, более известный как Березин Илья Александрович (принятые им русские фамилия и имя), выступавший также под псевдонимом Б.Резин[9]
4. ↑  выступал также под псевдонимом Аксанин [10]
5. ↑  выступал также под псевдонимом Генрих [11]

### Периодика
- «Новое время» Санкт-Петербург 1905. Retronews (le site de presse de la BnF) — retronews.fr.
- «Петербургская газета», 1905. Электронная библиотека РНБ — vivaldi.nlr.ru.
- «Петербургскiй листокъ», 1905. Электронная библиотека РНБ — vivaldi.nlr.ru.